# Dury (Aisne)
Dury es una comuna francesa, situada en el departamento de Aisne, de la región de Alta Francia.

## Géografía
Dury está situada a orillas del río Somme, a 16 km al suroeste de San Quintín. 

## Demografía
| 232 | 219 | 192 | 203 | 181 | 177 | 180 | 214 |
| Para los censos de 1962 a 1999 la población legal corresponde a la población sin duplicidades (Fuente: INSEE [Consultar]) |     |     |     |     |     |     |     |